# Бої цвіркунів

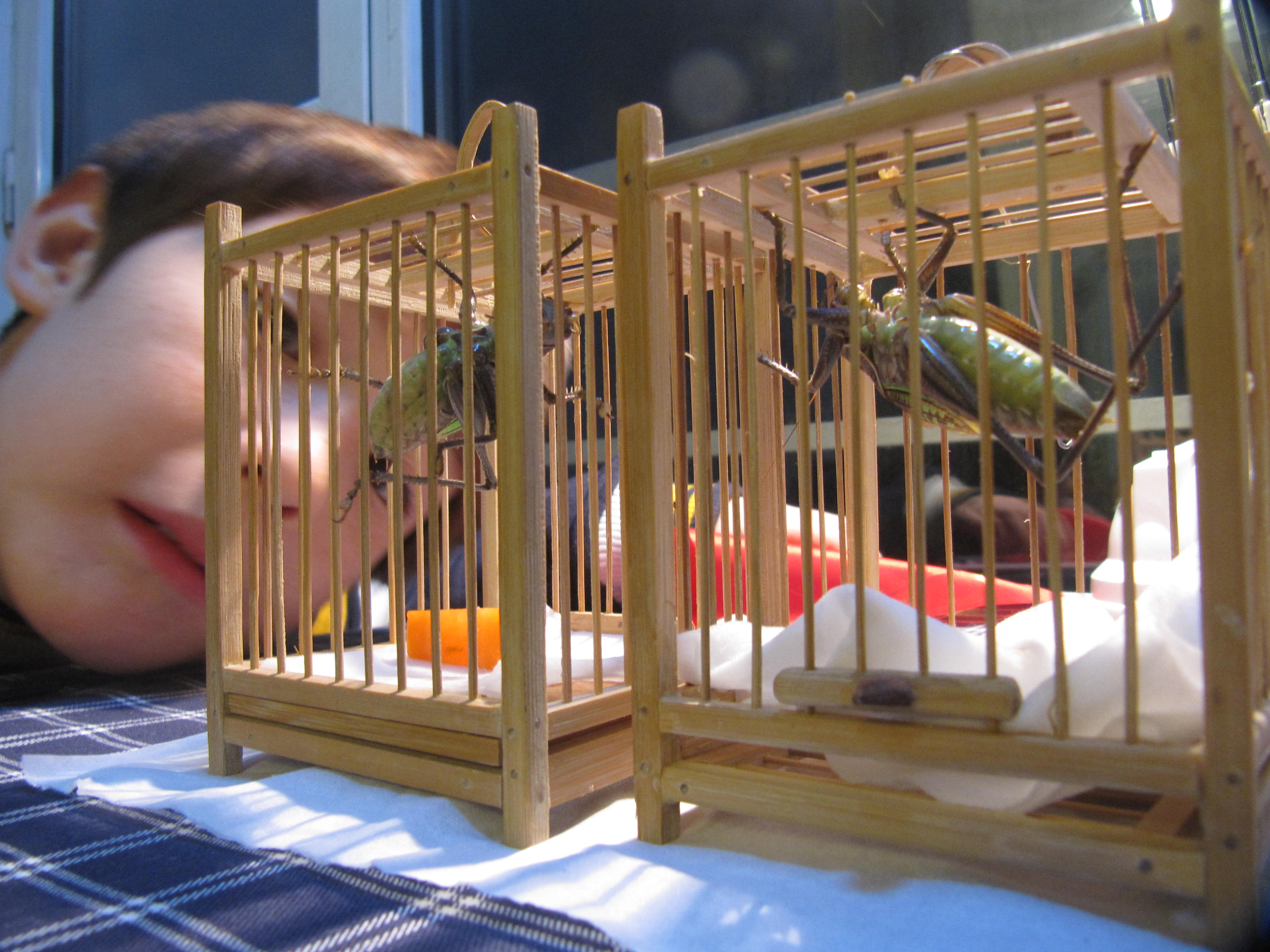
Два «бойових» цвіркуни в одному зі спеціалізованих магазинів Пекіну

Бої цвіркунів - змагання спеціально навчених самців цвіркунів (лат. Gryllidae), яких стравлюють між собою. Азартний вид спорту, де спостерігачі часто (а в новітній історії практично завжди нелегально ) роблять ставки на перемогу одної з комах. Поширені головним чином в Китаї. Важливою відмінною рисою поєдинків є нездатність цвіркунів завдати один одному небезпечної травми (їх жвали не можуть прокусити противника) . Однак вони пошкоджують один одному вусики, лапки й крила, а втрата навіть одного крила робить самця нецікавим для самок і непридатним для розмноження, так як він не може видавати привертаючі їх звуки.

## Історія
Невідомо, чому ця комаха так популярна в Китаї, але їй присвячуються вірші, романи і наукові дослідження . Традиційному китайському хобі близько 1000 років. Згідно збереженим письмовим джерелам наложниці імператорів з династії Тан (618-907 роки) поміщали цвіркунів в невеликі золоті клітки і брали в ліжко, щоб слухати їх спів вночі. Трохи пізніше, вже за часів династії Сун (960-1279 роки), в середовищі китайської знаті стали набирати популярність сутички між цими комахами, а незабаром подібна забава стала поширюватися і серед звичайних людей. У другій половині XIII століття прем'єр-канцлер імперії Сун Цзя Шидо розробив докладні правила проведення поєдинків, багато з яких використовуються до теперішнього часу. Більш того, як стверджує ряд істориків, саме його одержимість боями цвіркунів привела до краху імперії .
Розквіт боїв доводиться на часи династії Цин (1644-1912 роки), коли практично вся імператорська сім'я, знать і простолюдини, містяни і мешканці сіл щоліта були захоплені збором і вирощуванням цвіркунів . Під час Культурної революції в Китаї (1966-1976 роки) сутички комахами були заборонені, як чужа пролетаріату розвага. Зараз спостерігається нове зростання інтересу до цього елементу стародавніх китайських традицій .

## Вилов та підготовка цвіркунів
Цвіркунів відловлюють в їх природному середовищі існування з кінця весни до початку осені. Вважається, що спіймана за день одна підходяща комаха - вже удача. Ареал проживання кращих представників породи бойових цвіркунів розташований в повіті Нін'ян провінції Шаньдун на сході Китаю, деякі з них мають навіть власний родовід . Влітку в цьому промислі там зайняті до 80 відсотків селян. Крім того, ще тисячі місцевих жителів забезпечують роботу 3000 готелів, які обслуговують цей бізнес. Взагалі в даний час виловом і вирощуванням цвіркунів в Китаї зайняті не менше 10 мільйонів чоловік . Вартість одної особини коливається від 2 до 50 доларів США, однак ціна чемпіона може становити і 5000 доларів. При цьому він може окупитися досить швидко. Нерідко фахівці купують відразу двох цвіркунів і змушують їх боротися, залишаючи собі лише переможця цієї сутички .
Раніше цвіркунів тримали в глиняних горщиках або плетених з бамбука клітинах з виділеними місцями для сну і харчування. Зараз - в спеціальному контейнері, під дном якого є відсік для льоду, вони люблять прохолоду. Комах годують кукурудзяним і пшеничним борошном, яблуками, креветками, квасолею, опаришами. Іноді з метою зміцнення хітинового покриву дають таблетки кальцію або женьшень. Цвіркунів купають, тренують, зводять з самками. Утримання і догляд за однією особиною обходиться до двадцяти доларів на місяць. Цвіркунів, померлих від старості, ховають за особливим ритуалом у дворах житлових будинків .

## Проведення змагань
Раніше бої традиційно проводилися взимку, з настанням хуртовин. Зараз, особливо для залучення туристів, щорічно і усюди. Еталонним для комахи вважається велике тіло, великі щелепи й чорна голова. Однак в сутичках беруть участь тільки ті цвіркуни, які «одружилися», знайшли пару. За висловом одного з учасників боїв «цвіркун розуміє, що йому тепер є що втрачати, і він повинен захищатися» . Суперників зважують - змагання проводяться у вагових категоріях. Поєдинок зазвичай складається з трьох раундів по хвилині кожен. Організатори бою поміщають комах в ємність для бою, розділену знімною перегородкою на дві частини, деякий час водять по їх вусах і голові спеціальним пензликом або паличкою і прибирають перешкоду. Під дією подразника суперники кидаються один на одного. Перемагає та комаха, яка зуміє покусати або відтіснити супротивника. Як згадувалося, цвіркуни не можуть завдати один одному серйозних травм. Вважається, що той, хто програв одного разу вже не зможе більше ніколи перемогти. Такого цвіркуна «відпускають на волю» , хоча точніше, його просто викидають на бруківку, де комаха найчастіше гине під підошвами перехожих, в дзьобах птахів або просто замерзає (всі основні змагання проходять в жовтні - листопаді) .
Змагання практично завжди супроводжуються грошовими парі, що в сучасному Китаї є порушенням чинного законодавства. Ставки на один бій можуть значно перевищувати 1 мільйон юанів . У 2010 році за неофіційними оцінками сумарний оборот ставок перевищив 63 мільйони доларів США або 400 мільйонів юанів . Крім підпільних боїв проводиться відкрита національна першість, організована професійною лігою власників бойових цвіркунів. У 25 найбільших містах КНР з серпня по жовтень йдуть відбіркові чемпіонати, переможці яких потім збираються в Пекіні.